# Ротлейдер Михайло Якович
Михайло Якович Ротлейдер (28 грудня 1899, Київ, Російська імперія — 14 травня 1998, Київ, Україна) — радянський та український організатор кіновиробництва (кінопродюсер).

## Біографічні відомості
Народився в родині робітника. Закінчив Інститут підготовки кадрів червоної професури (1935), навчався в аспірантурі Інституту економіки (1934—1935). Працювати в кінематографії почав з 1929 р. в «Товаристві друзів радянського кіно» (був делегатом І Всеукраїнського з'зду ТДРФК), директором і головним редактором Київської студії кінохроніки (1935—1939), директором Московської студії кінохроніки (1939—1940), заступником директора Одеської кіностудії художніх фільмів (1940—1942), директором Ташкентської студії кінохроніки (1942—1946), директором Української студії кінохроніки (1946—1951), директором картини Київської кіностудії художніх фільмів ім. О. П. Довженка й директором II Творчого об'єднання (1952—1976).
Нагороджений Орденом Трудового Червоного Прапора, медалями та Почесними Грамотами Президії Верховної Ради Узбекистану і Молдавії, Почесною Грамотою Уряду Монголії.
Був членом Спілки кінематографістів України.

## Фільмографія
Директор кінофільмів:
- «Його звуть Сухе-Батор» (1942)
- «Вогні над Дніпром»
- «Калиновий гай» (1953)
- «Земля» (1954)
- «Педагогічна поема» (1956)
- «Кривавий світанок» (1956))
- «Діти сонця» (1956)
- «Мораль пані Дульської» (1957)
- «Партизанська іскра» (1957)
- «НП. Надзвичайна подія» (1958)
- «Іванна» (1959)
- «Лісова пісня» (1961)
- «Здрастуй, Гнате» (1962)
- «Срібний тренер» (1962)
- «Лушка» (1964)
- «Гадюка» (1965)
- «Десятий крок» (1967)
- «На короткій хвилі» (1977)
- «Тільки краплю душі...» (1978)
- «Платон мені друг» (1980) та ін.